# Šefik Džaferović
Šefik Džaferović (ur. 9 września 1957) – polityk bośniacki.

## Życiorys
W 1979 ukończył prawo na Uniwersytecie w Sarajewie. Następnie pracował w sądowych instytucjach w rodzinnym Zavidovići do roku 1996. Następnie jeszcze w 1996 wybrany do rady kantonu zenicko-dobojskiego. W 2000 wybrany do Izby Narodów Federacji Bośni i Hercegowiny. W 2002 został deputowanym Parlamentu Federacji Bośni i Hercegowiny, a w 2014 do Izby Reprezentantów Bośni i Hercegowiny. Od 17 listopada 2018 do 16 listopada 2022 członek Prezydium Bośni i Hercegowiny jako przedstawiciel Boszniaków, od 20 marca do 20 listopada 2020 i ponownie od 20 marca do 16 listopada 2022 jego przewodniczący.